# Suzan G. LeVine

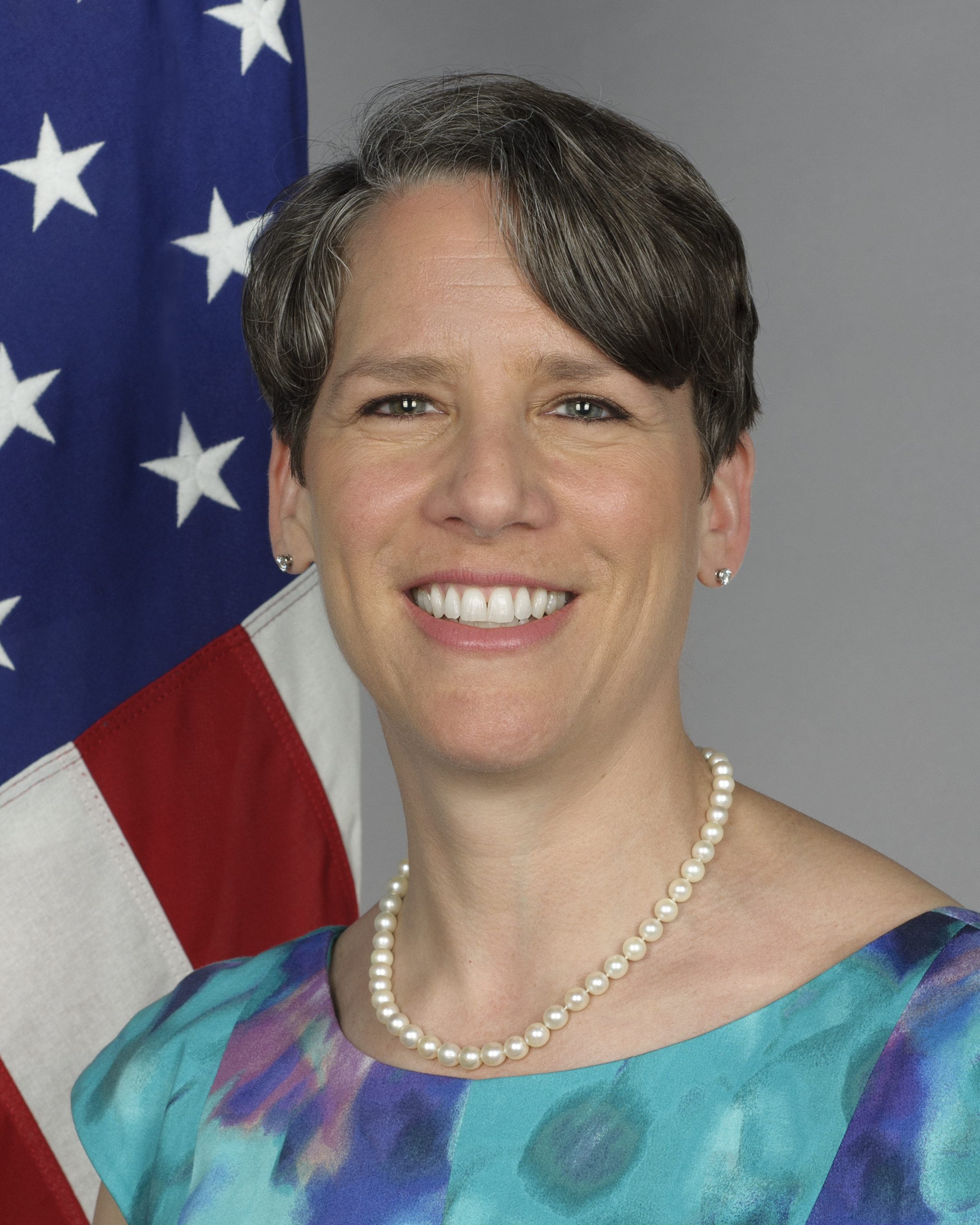
Suzan G. LeVine (2014)

Suzan Gail LeVine (* 17. November 1969 in Philadelphia) ist eine US-amerikanische Unternehmerin und Diplomatin. Sie ist derzeit Assistant Secretary der Employment and Training Administration (ETA). Zwischen 2014 und 2017 war sie Botschafterin in der Schweiz und Liechtenstein. Ihr Nachfolger war Edward McMullen.